# Discografia dei Dexys Midnight Runners

## Album in studio
| Anno | Titolo                                               | UK | BPI     |
| ---- | ---------------------------------------------------- | -- | ------- |
| 1980 | Searching for the Young Soul Rebels                  | 6  | Argento |
| 1982 | Too-Rye-Ay                                           | 2  | Platino |
| 1985 | Don't Stand Me Down                                  | 22 | -       |
| 2012 | One Day I'm Going to Soar                            | 13 | -       |
| 2016 | Let the Record Show: Dexys Do Irish and Country Soul | 10 | -       |
| 2023 | The Feminine Divine                                  | 6  | -       |

## Album dal vivo
- BBC Radio One Live in Concert (1993)
- At the Royal Court (2012)
- Nowhere Is Home (2014) – #79 UK[1]
- The Feminine Devine + Dexys Classics: Live! (2024)

## Raccolte
- Geno (1983) – #79 UK[1]
- The Very Best of Dexys Midnight Runners (1991) – #12 UK,[1] BPI: Oro[2]
- 1980-1982 - The Radio 1 Sessions (1995)
- Let's Make This Precious - The Best of Dexys Midnight Runners (2003) – #75 UK,[1] BPI: Argento[2]
- The Projected Passion Revue (2007)
- The Collection (2008)
- 20th Century Masters - The Best of Dexy's Midnight Runners (2009)

## Singoli
| Anno | Titolo                                              | UK | Album di provenienza                                          |
| ---- | --------------------------------------------------- | -- | ------------------------------------------------------------- |
| 1979 | Dance Stance                                        | 40 | /                                                             |
| 1980 | Geno                                                | 1  | Searching for the Young Soul Rebels                           |
| 1980 | There, There, My Dear                               | 7  | Searching for the Young Soul Rebels                           |
| 1980 | Thankfully Not Living in Yorkshire It Doesn't Apply | -  | Searching for the Young Soul Rebels                           |
| 1980 | Seven Days Too Long                                 | -  | Searching for the Young Soul Rebels                           |
| 1980 | Keep It Part Two (Inferiority Part One)             | -  | Searching for the Young Soul Rebels                           |
| 1981 | Plan B                                              | 58 | Too-Rye-Ay                                                    |
| 1981 | Show Me                                             | 16 | Too-Rye-Ay                                                    |
| 1981 | Liars A to E                                        | -  | Too-Rye-Ay                                                    |
| 1982 | The Celtic Soul Brothers                            | 45 | Too-Rye-Ay                                                    |
| 1982 | Come On Eileen                                      | 1  | Too-Rye-Ay                                                    |
| 1982 | Jackie Wilson Said (I'm in Heaven When You Smile)   | 5  | Too-Rye-Ay                                                    |
| 1982 | Let's Get This Straight (From the Start)            | 17 | /                                                             |
| 1983 | Geno (riedizione)                                   | 81 | Geno                                                          |
| 1983 | The Celtic Soul Brothers (riedizione)               | 20 | Too-Rye-Ay                                                    |
| 1985 | One of Those Things                                 | -  | Don't Stand Me Down                                           |
| 1985 | This Is What She's Like                             | 78 | Don't Stand Me Down                                           |
| 1986 | Because of You                                      | 13 | Brush Strokes                                                 |
| 2003 | Manhood                                             | -  | Let's Make This Precious - The Best of Dexys Midnight Runners |
| 2012 | She Got a Wiggle                                    | -  | One Day I'm Going to Soar                                     |
| 2012 | Free                                                | -  | One Day I'm Going to Soar                                     |
| 2012 | Incapable of Love                                   | -  | One Day I'm Going to Soar                                     |
| 2013 | I'm Always Going to Love You                        | -  | One Day I'm Going to Soar                                     |
| 2014 | Nowhere Is Home                                     | -  | Nowhere Is Home                                               |
| 2016 | Grazing in the Grass                                | -  | Let the Record Show: Dexys Do Irish and Country Soul          |
| 2016 | Both Sides, Now                                     | -  | Let the Record Show: Dexys Do Irish and Country Soul          |
| 2016 | Carrickfergus                                       | -  | Let the Record Show: Dexys Do Irish and Country Soul          |
| 2023 | I'm Going to Get Free                               | -  | The Feminine Divine                                           |
| 2023 | Coming Home                                         | -  | The Feminine Divine                                           |
| 2023 | My Submission                                       | -  | The Feminine Divine                                           |